# Carl Wetter
Carl Wetter, född 29 januari 1949, är en svensk jurist som främst arbetar med frågor rörande EU- och konkurrensrätt. Wetter arbetar sedan 1977 på advokatfirman Vinge där han blev delägare 1983, vilket var samma år som han fick sin advokattitel. Carl Wetter är en av grundarna av advokatfirman Vinges Brysselkontor. 
I december 2012 nominerade den svenska regeringen Carl Wetter till domare i EU-tribunalen. Han var den förste svenske advokaten i EU-domstolen när han svors in den 18 mars 2013. Han efterträddes år 2016 av advokaten Ulf Öberg.

## Utmärkelser
- H. M. Konungens medalj av 12:e storleken i högblått band (2017) för förtjänstfulla insatser som domare och advokat